# Горенюк, Александр Александрович
Александр Александрович Горенюк (укр. Олександр Олександрович Горенюк; род. 8 августа 1991, Одесса) — украинский предприниматель, урбанист, IT-специалист, общественный деятель.
Народный депутат Украины IX созыва.

## Биография
Он окончил факультет международного права Киевского университета им. Шевченко (магистр), школу урбанистики CANactions School for Urban Studies (специальность «От генерального плана до гайдинг плана: стратегические инструменты для современного развития городов»). Юрист-международник, специалист по благоустройству городов, дизайнер и переводчик.
Руководитель ОО «Бюро антикоррупционных расследований».
Горенюк занимает должность председателя правления благотворительной организации "Благотворительное общество «Дети будущего».
Автор и соавтор проектов благоустройства Одессы, соучредитель общественного ресторана 4City.

## Политическая деятельность
Кандидат в народные депутаты от партии «Слуга народа» на парламентских выборах 2019 года (избирательный округ № 136, часть Малиновского, часть Суворовского районов Одессы). На время выборов: физическое лицо-предприниматель, беспартийный. Проживает в Киеве.
Член Комитета Верховной Рады по вопросам транспорта и инфраструктуры.
Сопредседатель группы по межпарламентским связям с Республикой Северная Македония.